# 鯰精
鯰精，是台灣民間傳說中出現在彰化縣埔鹽鄉打廉村的鯰魚妖怪，因為作怪害人，被神明所殺。

## 傳說
鯰精來自於村裡一個的池塘，牠因為覺得池塘太小而在其中打滾起來，激起泥沙和大水，甚至還作法下起大雨，淹沒附近的屋子和田地，居民非常害怕，向三山國王祈禱，三山國王因此降下雷電（也有說法是向雷公要求），成功霹死鯰精，而當地也就被叫做打廉（鯰）村。
另外也有說法認為作怪的是一對突然變成精的大鰱魚。

## 現代研究
關於打廉村的名字由來，有其他幾種說法，例如：這裡的客家人擅長打造鐮刀而有了「打鐮」的稱呼、或是當地的水潭外觀就像一條大鯰魚、又或者是認為「打廉」來自於「大廉」，「大廉」又來自於「大鯰」，也有說法認為「廉」是來自於水潭中所產的鰱魚，所以才會有鰱魚精的說法。
另外，「打廉」的名稱最早出現於1724年，但當地供奉三山國王的大安宮則是在1754年建造的，所以有可能當地的鯰精傳說是原本存在、後來加入了三山國王的元素；或是大安宮建立後開始流傳鯰精傳說，並套用到打廉的地名上。

## 其他
現今打廉村的活動中心外頭立有一個居民捕捉鯰魚的雕像，雕像下方還有記載鯰精的傳說。